# Universidade Bandeirante de São Paulo
A Universidade Bandeirante de São Paulo (UNIBAN) foi uma universidade brasileira sediada na cidade de São Paulo, atuando na Região Metropolitana de São Paulo desde 1993 até 2011 em diversas áreas do conhecimento. Oferecia ensino de graduação, ensino a distância e pós-graduação - especialização (Lato Sensu) e mestrado e doutorado (Stricto Sensu) - em diversos campi.

## História
A UNIBAN teve sua origem com a fundação do Colégio Buenos Aires (atual Colégio Padre Antônio Vieira) localizado no bairro de Santana, por Pedro Pinto. Seu filho, Heitor Pinto e Silva, da UNIBAN, e seu neto, Heitor Pinto Filho, ampliou a participação da Instituição, base para a universidade atual. Após passar a década de 1970 dirigindo colégios de ensino de 1° e 2° graus, Heitor Pinto Filho assumiu em 1982 a Faculdade Paulista de Arte, fundada em 1956 pelo maestro Eleazar de Carvalho.
Iniciada a educação em nível de terceiro grau, ele deu seguimento ao assumir a Faculdade de Ciências e Letras de Moema, a Faculdade de Filosofia Nossa Senhora Medianeira e a Faculdade Dom Domênico. Em 1988, o Conselho Federal de Educação unificou as faculdades "federação", constituindo então o Centro de Ensino Unificado Bandeirante (CEUB).
Em dezembro de 1993, esse mesmo conselho reconheceu — e, em janeiro de 1994, o Ministério da Educação homologou — a criação da universidade. E no ano 2008, com a integração da Universidade Pan-americana (UNIPAN), localizada nas cidades de Cascavel, Paraná e São José, Santa Catarina, a UNIBAN passou a atuar no território nacional e não somente no estado de São Paulo.

## Fatos polêmicos

### Aluna hostilizada
Em 22 de outubro de 2009, a aluna Geisy Arruda, estudante do curso de turismo, foi à faculdade com um vestido curto e justo considerado diferente demais (ou bastante inadequado) do ponto de vista de alguns outros estudantes, para frequentar uma sala de aula, acabando por gerar uma rebelião moralista nos corredores da universidade e assim a garota acabou sendo hostilizada, xingada de inúmeros palavrões, tendo que sair da faculdade vestindo um jaleco e apoiada por policiais que dispersaram a multidão com sprays de pimenta. O fato alcançou o YouTube através de imagens gravadas por celulares e ganhou repercussão nacional.
Posteriormente, a ação dos alunos que hostilizaram a aluna foi repudiada e classificada como sexista pelo corpo feminino que compõe a União Nacional dos Estudantes (UNE) e pela Câmara dos Deputados do Brasil.A Ordem dos Advogados do Brasil (OAB) pediu retratação pública à aluna pela Uniban. Os senadores Valter Pereira e Eduardo Suplicy se posicionaram contra o incidente.
Em 7 de novembro de 2009 a universidade anunciou através de anúncio pago em diversos veículos de imprensa que havia expulsado a estudante da instituição por "desrespeitar princípios éticos, a dignidade acadêmica e a moralidade", dando ao caso repercussão internacional, sendo publicado em jornais como o The New York Times, El País, Pakistan News e The Guardian.Esta decisão da universidade foi denominada como "machista" pela UNE, que afirmou que "a universidade vive na era das cavernas", além do fato ter tido um "desfecho esdrúxulo".
No dia 9 de novembro, a Uniban decidiu revogar a expulsão da aluna. Os advogados de Geisy ainda anunciaram que a jovem teria sofrido sete crimes: injúria, ameaça, difamação, cárcere privado, atos obscenos recebidos dos outros alunos, constrangimento e incitação ao crime. Na manhã deste dia foi aberto um inquérito na Delegacia de Defesa da mulher de São Bernardo do Campo para investigar o crime de injúria.

### Deficiente auditiva exige intérprete
O Ministério Público Federal exigiu a contratação de uma intérprete para uma aluna deficiente auditiva da Uniban em setembro de 2009. A aluna estaria tendo dificuldades de aprendizado por não possuir um intérprete de Língua Brasileira de Sinais na sala. De acordo com a Uniban, a estudante recebeu "material didático específico e profissionais habilitados."
Em 22 de setembro de 2011 foi publicada sentença julgando improcedente a ação impetrada pelo Ministério Público Federal, tendo o juiz em sua sentença destacando a inocorrência de qualquer dano à aluna, bem como a inexistência de danos morais a serem indenizados. No corpo da sentença foi ressaltado ainda que a UNIBAN desde o momento da ciência da existência de aluna deficiente (a aluna não havia apontado sua deficiência na sua inscrição para o vestibular) não se manteve inerte diante da situação e promoveu todas as medidas adequadas ao bom aproveitamento acadêmico da aluna.

### Cursos integrados
O MEC obrigou desde 22 de março de 2010 a suspensão imediata de cursos integrados da Uniban, que unem graduação, pós-graduação e sequencial. O modelo de ensino foi considerado irregular, já que, com um curso sequenciado de apenas dois a três anos de duração, o cursando teria diploma superior, diploma de graduação e título de especialização em caso de opção por um pós lato sensu.

### Anhanguera UNIBAN
No dia 17 de setembro de 2011, foi anunciada oficialmente a venda da UNIBAN para o grupo Anhanguera Educacional. Em reunião nesse dia, foi transmitida a posse da Reitoria do Sr. Heitor Pinto Filho para o Prof. Gilberto Luiz Moraes Selber. Com a venda da UNIBAN, o Sr. Heitor não ficou com nenhuma participação acionária no grupo Anhanguera, conforme o comunicado oficial divulgado à época.